# Galileo Chini

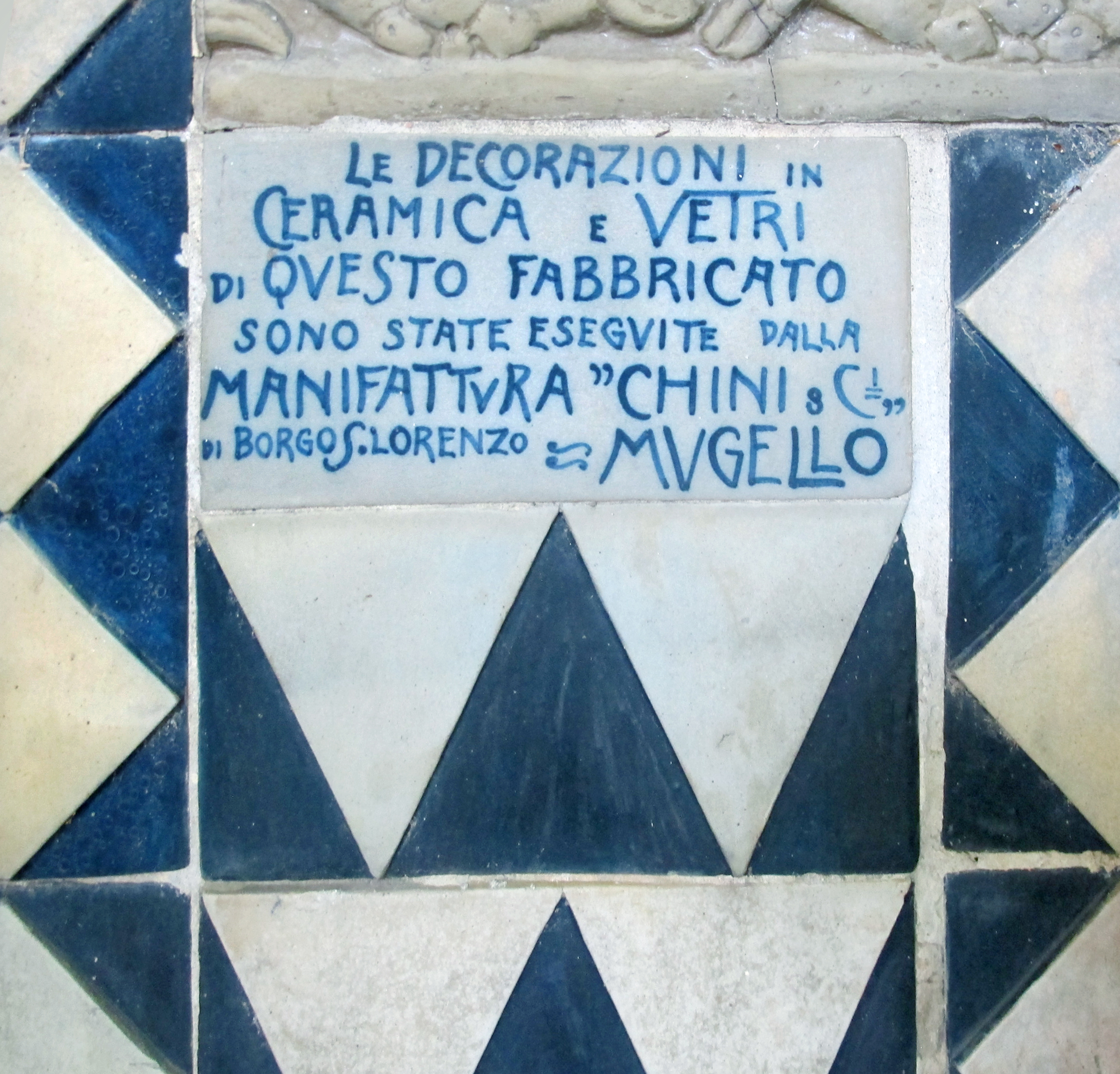
Piastrella con firma della Manifattura Chini di Borgo San Lorenzo, 1911

Galileo Andrea Maria Chini (Firenze, 2 dicembre 1873 – Firenze, 23 agosto 1956) è stato un pittore, decoratore, grafico e ceramista italiano, tra i protagonisti dello stile Liberty in Italia.

## Biografia

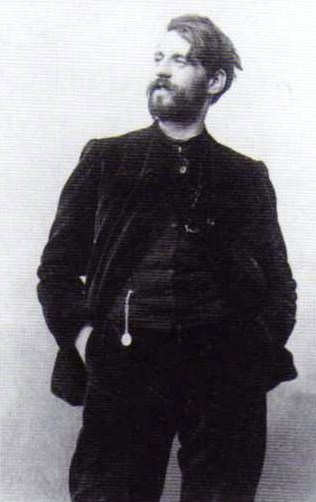
Ritratto fotografico di Galileo Chini

Galileo Chini nacque a Firenze da Elio, sarto e suonatore dilettante di flicorno, e da Aristea Bastiani. Dopo la morte del padre, si iscrisse alla Scuola d'Arte di Santa Croce, a Firenze, dove frequentò i corsi di decorazione. Iniziò a lavorare nella fabbrica di prodotti chimici Pegna, successivamente fu apprendista decoratore nell'impresa di restauri dello zio paterno Dario (1847-1897). Proseguì nell'attività di apprendista fino al 1895 frequentando, oltre l'azienda dello zio, le botteghe di Amedeo Buontempo e Augusto Burchi, entrambi pittori attivi in quegli anni a Firenze.
Dal 1895 al 1897 frequentò saltuariamente la Scuola Libera di Nudo all'Accademia di belle arti di Firenze senza conseguire alcun diploma, e considerandosi sempre al culmine della sua formazione un autodidatta totale. In questo stesso periodo conobbe a Volterra la giovane Elvira Pescetti che diventò sua moglie.
A Firenze nel 1896 fondò la manifattura "Arte della Ceramica" insieme a Giovanni Vannuzzi, Giovanni Montelatici, Vittorio Emanuele Giunti, Vincenzo Giustiniani, cui successivamente, dal 1902, si aggiunse il collezionista d'arte Giuseppe Gatti Casazza. Nel 1897 il Comune di San Miniato commissionò a Dario Chini il restauro degli affreschi della Sala del Consiglio Comunale (oggi denominata Sala delle Sette Virtù). Per la sopraggiunta morte di Dario Chini, l'incarico passò a Galileo che terminò i lavori entro il novembre del 1898. Nella parte basamentaria delle pitture, Galileo si concesse maggiore libertà di esecuzione, inserendo il profilo di alcune figure nel finto marmorino. Nel luglio del 1898, mentre stava lavorando nel Municipio di San Miniato, Galileo fu chiamato a visionare alcune pitture rinvenute circa venti anni prima all'interno della chiesa di San Domenico. Compiendo ulteriori saggi nelle cappelle laterali, scoprì le pitture tre-quattrocentesche della Cappella Rimbotti, che fu incaricato di restaurare. Il lavoro nella chiesa domenicana si protrasse fino al 1900, dove nel frattempo gli fu affidato anche il restauro della Cappella del Rosaio e della Cappella Roffia-Del Campana. Laddove gli affreschi erano irrimediabilmente perduti, Galileo Chini non esitò a far rimuovere l'intonaco e a procedere successivamente a nuove decorazioni.
Nel 1899 sposò Elvira. La primogenita, Isotta, nacque nel 1900 e un secondo figlio, Eros, nel 1901.
La manifattura "Arte della Ceramica, tra il 1902 e il 1904, si trasferisce in località Fontebuoni ed assume la denominazione di "Arte della Ceramica Fontebuoni".
Con i lavori in ceramica venne premiato alle Esposizioni internazionali di Bruxelles, di San Pietroburgo e di Saint Louis ma nel 1904 abbandonò la vecchia manifattura "Arte della ceramica" per divergenze con la direzione. Due anni dopo, insieme al cugino Chino fonda nel Mugello la "Fornaci di San Lorenzo" che realizzava ceramiche e vetrate ma anche arredamenti d'interni e progettazione di mobili in legno decorati da piastrelle, ceramiche e vetri.
Continuò a esporre in molteplici occasioni, sia in Italia che all'estero. Fino al 1905 si impegnò in una serie di decorazioni e restauri nella chiesa di Santa Maria Maggiore a Firenze, oltre che in una serie di affreschi presso l'Hotel Cavour (nella stessa Firenze) e presso il Grand Hotel La Pace a Montecatini Terme.
Chini realizzò anche uno dei capolavori del liberty italiano, la Sala Bibita, anche detta 'Grottino Chini', all’interno delle "Terme Alte" dello stabilimento di Porretta Terme. Si tratta di una saletta a pianta rettangolare che era adibita alla distribuzione delle acque salsobromoiodiche delle fonti Leone e Donzelle.
Chini ha operato anche a Milano dove, a Palazzo Pathé di via Settembrini 11, i suoi mosaici sono ben conservati.
Nel 1906 all'Esposizione di Milano «nella sala XVI n. 20, insieme a Notte alta, Il bifolco e La dedica», è presentata Medusa, un tondo affrescato dal diametro di 56 cm, «analoga soluzione adottata da von Stuck nell'Autoritratto del 1906, conservato agli Uffizi di Firenze». È in occasione di questa Esposizione a Milano che Medusa, interpretata da Chini quale femme fatale, in linea con la cultura decadente del tempo visibile in opere «di analogo soggetto di Arnold Böcklin (1878), Franz von Stuck (1892) e Fernand Khnopff (1898)», viene acquistata dalla Fondazione Marangoni.
Nel 1907 espose alla Biennale di Venezia. Dal 1908 al 1911 mantenne la cattedra del Corso di Decorazione alla Regia Accademia di Belle Arti di Roma. Nello stesso periodo iniziò le prime collaborazioni come scenografo teatrale. Nel 1908 decorò i locali della «Esposizione Internazionale di Faenza», da cui prese vita il Museo internazionale delle ceramiche. Negli anni successivi l'artista donò molte sue opere in ceramica al museo romagnolo.
Fra il 1907 e il 1909 è nuovamente a San Miniato, dove gli è affidato l'incarico di decorare la volta della Sala del Biliardo all'interno del Circolo Ricreativo, annesso al teatro cittadino.
Nel 1910 il Re del Siam, Rama V, inviò in Italia Carlo Allegri, allora ingegnere capo presso il Ministero dei Lavori Pubblici del Siam, con l'incarico di trovare un pittore per la nuova sala del trono Ananta Samakhom a Bangkok. Firmato il contratto a Firenze nel 1910 tra Galileo Chini e Carlo Allegri, nel 1911 l'artista si imbarcò a Genova diretto in Estremo Oriente. A Rama V, morto il 23 ottobre 1910, successe il figlio, il coltissimo Re Vajiravudh. Chini affrescò la sala del trono presso il nuovo palazzo Ananta Samakhom e realizzò una serie di ritratti di Rama VI. Rientrò dal regno di Siam (oggi Thailandia) nel 1913 riportando in Italia una serie di opere paesaggistiche e d'ambiente, che espose nel 1914 alla Mostra della Secessione romana. Riportò anche una collezione di cimeli orientali che nel 1950 donò al Museo etnografico dell'Università di Firenze.
Nel 1915 insegnò al Corso di Ornato della Regia Accademia di belle arti di Firenze. Negli anni successivi affrescò il Palazzo Comunale di Montecatini Terme e la Camera di Commercio di Firenze. Intensificò intanto l'attività di scenografo, arrivando alle prime collaborazioni con Giacomo Puccini per il Gianni Schicchi.
Nel 1919 e poi nel 1922 ottenne l'incarico di decorare le sale interne del ristorante Paoli a Firenze, con scene di banchetto e paesaggi in stile neomedievale.
Nel 1921 espose alla Prima Biennale romana e nel 1924 ancora alla Biennale di Venezia. Tornò a lavorare con Puccini per la Turandot.
Nel 1920-1923 a Salsomaggiore Terme completò la decorazione delle Terme Berzieri e, più tardi, nel 1926, nel Grand Hôtel des Thèrmes, curò l'allestimento del salone moresco, della sala delle cariatidi e della taverna rossa; nella cittadina decorò alcuni ambienti della villa Fonio (poi Bacciocchi), dell'Hotel Porro (coperti in seguito in occasione di un riammodernamento), dell'Hotel Valentini (in parte coperti) e di un locale notturno a Poggio Diana.

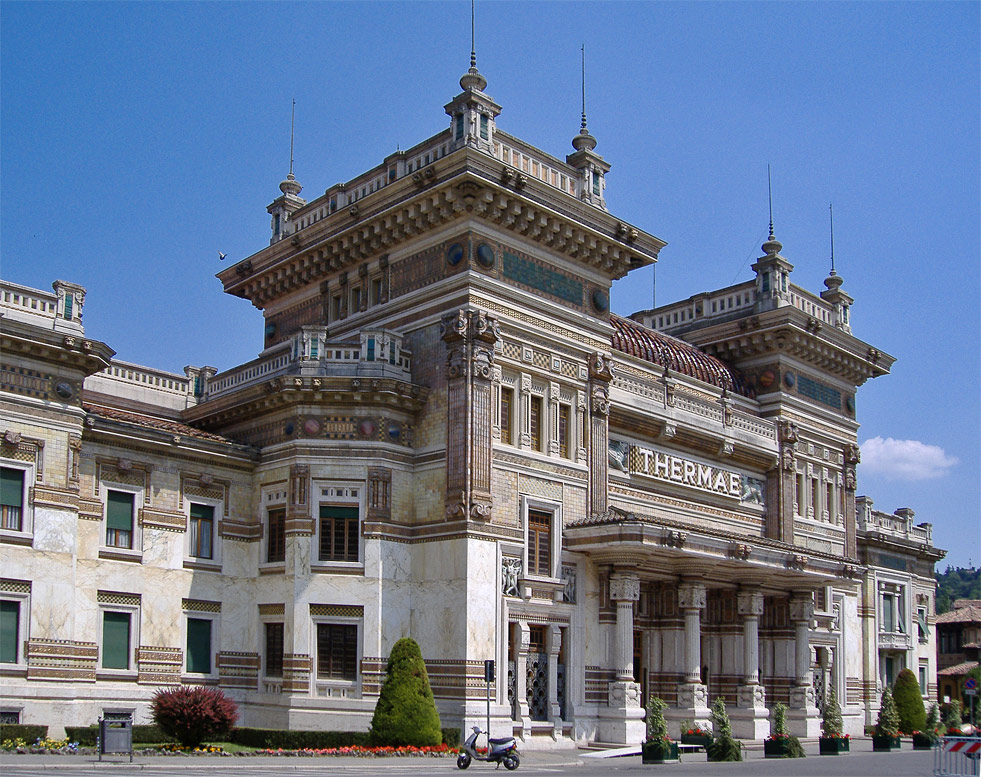
Terme Berzieri a Salsomaggiore Terme

Nel 1925 abbandona l'incarico di direttore artistico presso la manifattura ceramica Fornaci San Lorenzo, ruolo che sarà ricoperto dal 1925 al 1943 da Tito Chini, il figlio del cugino Chino, con quale Galileo, dopo l'esperienza con l'Arte della Ceramica, aveva dato avvio alla manifattura borghigiana.
Nel 1925-1926 curò le decorazioni per il Grand Hotel & La Pace a Montecatini e per gli ambienti della motonave Augustus.
Nel 1927 ottenne la cattedra di Decorazione pittorica alla Reale scuola di Architettura a Firenze e nel 1928 affrescò la sede milanese della Società elettrica Montecatini. Nel 1929 partecipò alla Esposizione Internazionale di Barcellona con un vaso. Nel 1930 tornò alla Biennale di Venezia e, per tutto il decennio, si dedicò prevalentemente ad esporre le sue opere in mostre personali, in Italia e all'estero. Nel 1938 lasciò quindi l'insegnamento per raggiunti limiti di età.
Proseguì nell'organizzazione di mostre personali (Bologna, Parigi, Roma, Düsseldorf, ecc.) fino al 1942, quando venne incaricato della decorazione del grande salone interno del Palazzo della Camera del Lavoro di Bologna. Nel 1945 donò al Comune di Firenze una serie di dipinti che rappresentano vedute di zone della città distrutte nel corso della guerra.
Nel 1946 morì la figlia Isotta e, negli anni successivi, la sua attività si andò progressivamente riducendo a causa di seri disturbi alla vista che lo condussero alla cecità.
Nel 1951 espose all'Esposizione Internazionale d'Arte Sacra a Roma, e l'anno successivo Firenze gli dedicò una retrospettiva. Espose ancora a Roma, per la Mostra d'Arte contemporanea, nel 1954 e a Bogotà, in Colombia, nel 1956. Galileo Chini morì il 23 agosto dello stesso anno nella sua casa-studio in via del Ghirlandaio 52, a Firenze. È sepolto nel cimitero monumentale dell'Antella.
Sempre apprezzata, nei decenni successivi, da una ristretta cerchia di estimatori (un suo appassionato collezionista è stato il regista Luchino Visconti), l'opera di Chini sta conoscendo in anni recenti una stagione di attenta rivalutazione, di cui testimonia in maniera significativa anche la mostra dedicatagli nel 2006 dalla Galleria nazionale d'arte moderna e contemporanea di Roma. 

## Carriera e opere
Galileo Chini fu un artista poliedrico, versatile, imprevedibile, sicuramente tra i pionieri del Liberty in Italia, della fine Ottocento inizi Novecento. Si dedicò con passione all'arte della ceramica, partecipando all'abbellimento di facciate in molti palazzi e ville italiane e arricchendo l'arredamento interno di vasellame e rivestimenti ricercati. Dipinse nature morte, bellissimi paesaggi della Versilia e ritratti.
Cimentatosi nell'attività d'illustratore, realizza espressivi manifesti per eventi culturali, manifestazioni e rappresentazioni teatrali e per molte opere del tempo crea scenografie e costumi.
Chiamato alla corte di re Rama V a Bangkok, per la decorazione della sala del trono nel palazzo reale, comprese e acquisì le origini orientaleggianti dell'Art Nouveau.
L'Art Nouveau fu un movimento anticonformista, che stravolse tutte le vecchie convenzioni. Le caratteristiche estetiche del nuovo stile furono accolte contemporaneamente in tutti i maggiori centri artistici europei, con nomi ed espressioni diverse secondo i caratteri della tradizione locale.
L'Art nouveau in Francia fu interpretata proprio come arte nuova, rinnovatrice, in Italia si chiamerà “Floreale” o “Liberty”, interpretata alla lettera da Chini con libertà di espressione.
Galileo Chini ha volto barbuto e i capelli scompigliati più da intellettuale tormentato che da pittore, ma ha due occhi penetranti e uno sguardo sicuro che comunica una forte personalità artistica. Personalità che si apre sempre a novità, senza tener conto delle tendenze del tempo. Del resto lui stesso ritiene che non sia impossibile scindere l'uomo dall'artista, proponendosi sempre come una persona e non come un numero.

## Percorso artistico

### Esordi
Nel 1883, Galileo Chini, mentre tornava da scuola, si fermava in Piazza del Mercato Vecchio a Firenze a fianco del cavalletto di Telemaco Signorini per osservare il pittore, definito gentile dagli occhiali d'oro e dalla barba bionda, che dipingeva.
Telemaco Signorini prese a simpatia il curioso ragazzo che gli chiedeva sempre se all'indomani sarebbe tornato. Galileo instaurò con lui fin dai primi approcci un'amicizia da cui ricavò consigli e insegnamenti.
Chini confesserà attraverso le sue opere, come abbia attinto dalla migliore tradizione dei pittori di paesaggi toscani, tra cui Giovanni Fattori, Telemaco Signorini e Silvestro Lega.
Dopo aver compiuto regolarmente le scuole elementari, s'iscrive grazie alla protezione di uno zio restauratore a una scuola d'arte, che frequenterà con ottimi risultati per un anno e mezzo, mettendo in pratica al suo fianco, ciò che aveva imparato, restaurando e affrescando pareti. Dopo la morte del padre, frequentò ancora più assiduamente lo zio, consolidando le varie tecniche.
Su consiglio del pittore Giulio Bargellini suo amico, si iscriverà, verso il 1890 alla Scuola libera di Nudo all'Accademia Belle Arti di Firenze, dove conoscerà Plinio Nomellini, Ludovico Tommasi, Giuseppe Graziosi, Libero Andreotti e altri, frequentando il Circolo degli Artisti.

## Chini restauratore
Con l'apprendistato presso lo zio restauratore, divenuta poi fattiva collaborazione, Chini s'impadronì delle diverse tecniche per il restauro di antichi dipinti, divenendo un abile e fantasioso decoratore. Con lui collabora ai lavori di restauro del castello di Torlonia a Serra Brunomonte, in Umbria.
Nel 1888 frequenta come apprendista il decoratore friulano Amedeo Buontempo, noto per le sue decorazioni floreali, che il maestro esegue con tale rapidità da affascinare il giovane Chini, tanto da volerlo imitare e far propria questa tecnica.
Dal 1890 al 1892 partecipa ai restauri della chiesa di Santa Trinita a Firenze, a fianco dei pittori Cosimo Conti e Augusto Burchi. Queste premesse lo porteranno a decorare due volte il salone della Biennale di Venezia.

## Biennale di Venezia
Chini nel 1901 è accettato alla quarta edizione della Biennale di Venezia con il grande dipinto “La quiete” che rappresenta il paesaggio all'ora quieta del crepuscolo.
Nel 1903 il criterio della Biennale era di trasformare le sale dell'esposizione in ambienti vivi e signorilmente arredate. Chini collaborò attivamente a quest'arredamento dipingendo la volta nella sala della Toscana, disegnò i modelli di due lampadari in rame sbalzato e due porte di marmo ornate con arabeschi in oro e intarsi in pietre dure.
Nel 1909 la commissione decorazione “Sala della Cupola della Biennale” affida a Chini il compito di dipingerla. L'artista decide di dividere la cupola in tre ordini decorativi. Nella fascia superiore realizza motivi floreali e ornamentali, in quella inferiore rappresentazioni simboliche, tratte dallo scarabeo, al tempo suo “marchio” di riconoscimento, mentre nella parte centrale divisa in otto campi, raffigura episodi dei periodi più importanti della civiltà e dell'arte:
- Le origini (Primo sorriso de la belva umana);
- Le arti primitive: Egitto, Babilonia, Assiria (Nei veli del mistero Asia m'avvolge);
- Grecia e Italia (Lieta rifulgo al greco italo sole);
- Arte bizantina (Sogno a Ravenna e da Venezia salpo);
- Dal Medio Evo al Rinascimento (Fedele a Cristo, in libertà cresciuta);
- Michelangelo (Muscoli e possa dal Gigante io trago);
- L'impero del Barocco (Forzo col moto il fren de la materia);
- La Civiltà nuova (Vivo nell'opre e nella luce esulto).

Galileo Chini realizza quest'articolata impresa in soli ventun giorni e con tale maestria e originalità da suscitare l'ammirazione degli altri artisti.
È curioso ricordare che mentre Galileo scendeva dalla scala avendo ultimato la cupola, ebbe notizia degli esperimenti ufficiali che stava compiendo Alberto Santos-Dumont a Roma, elevandosi da terra con il suo aeroplano. L'artista sensibile al grande evento, sulle decorazioni già ultimate dell'ottavo pannello dipinse il nuovo Icaro roteare nel cielo.
Nel 1914 al ritorno dal Siam Chini fu incaricato dai responsabili dalla Biennale di Venezia di eseguire una nuova decorazione, nel salone centrale delle Esposizioni. Ispirandosi al Liberty ma influenzato dall'arte orientale klimtiana, Galileo esegue “La Primavera”, pannelli con decorazioni floreali, dove si sovrappongono in modo scalare, fanciulle con i pepli. I titoli di alcuni dei quattordici pannelli affrescati sono:
- La fioritura della primavera italica;
- La primavera classica;
- L'incantesimo dell'amore;
- La primavera della vita;
- La primavera che perennemente si rinnova.

L'autore spiegando il senso della sua opera, dice di averla eseguita traendo ispirazione dalla primavera a Venezia, quando la città accoglie gli artisti di tutto il mondo per questo evento e alla primavera spirituale che eternamente si ripropone.
Chini partecipò a molte altre edizioni della Biennale con dipinti e opere varie, ma con “ La primavera” segna la sua più importante presenza. Galileo aveva saputo con le caratteristiche meno appariscenti dell'art nouveau, abbinarle e mischiarle, per ottenere nuove combinazioni.

## Chini ceramista
Tra il 1896 e il 1897 Galileo Chini, sensibile ai problemi dell'arte decorativa, assieme ad altri amici decide di creare una manifattura di ceramiche.'L'idea era nata per caso al “Caffè Nacci” in piazza Beccaria a Firenze, cercando di rilevare un'antica fabbrica di ceramica fiorentina.
Egli voleva creare una manifattura della ceramica con nuovi intendimenti artistici, legati all'Art Nouveau, per trasformare i nostri artisti in artigiani e i nostri artigiani in artisti, come ritenuto da (Walter Crane), concetto, che era quanto mai aderente al temperamento e agli ideali artistici di Chini.
All'epoca del Liberty occorreva assimilare a questo stile tutto, anche il soprammobile, il vaso o il piatto. Osservando come attraverso un caleidoscopio i nuovi ritrovati, come i vetri opalescenti “clair de lune” di Gallè o i vetri iridati a riflessi metallici “Favrile glass”, di Tiffany & Co., Chini crea con effetti simili, gli smalti delle sue ceramiche.
Piante, fiori, animali e figure umane si piegano sulle superfici curve dei suoi vasi, come per abbracciarli.
Con la diffusione dell'Art Nouveau in Europa Galileo Chini si orienta verso la nuova forma d'arte, riuscendo a inserirsi nelle moderne tendenze del gusto con conoscenza del materiale e intelligente apertura a nuove esperienze. Richiama in questo modo anche l'attenzione del pittore milanese Luigi Tazzini, direttore artistico della fabbrica di ceramiche Richard-Ginori (nata dall'acquisizione della Porcellana Ginori a Doccia presso Firenze), che apprezzerà i suoi manufatti.
La piccola fabbrica di ceramiche creata dal gruppo fiorentino, chiamata “Arte della Ceramica”, ebbe la sua prima sede in due piccole stanze in Via del Ghirlandaio. Nel 1898, ottenne una medaglia d'oro, presentandosi alla Prima Esposizione d'Arte Decorativa di Torino, sfidando anche fabbriche più note e più antiche.
Gli artisti scelsero come simbolo di fabbrica la “Melagrana”,
come a racchiudere molti artisti in un frutto colorato e fecondo.
Presto sarà Galileo Chini a dirigere la manifattura, destinata a trionfare in un crescendo di successi e di commissioni. Siamo agli esordi della Mostra di Parigi, è il 1900 e l'Arte della Ceramica è in febbrile attesa di poter competere a fianco delle grandi case d'Europa e del mondo.
Il gruppo fiorentino è premiato, e ottiene riconoscimenti inaspettati e un successo che si ripeterà l'anno seguente a Pietroburgo in una mostra voluta dalla zarina Alessandra.
Le ceramiche della manifattura fiorentina ebbero larga diffusione, sfondando nei mercati europei e perfino negli Stati Uniti dove erano molto ricercate presso Tiffany a New York.
Nell'ultimo decennio dell'Ottocento la manifattura produceva principalmente vasi e piatti, nel catalogo descrittivo stampato nel 1898, poco dopo l'Esposizione di Torino, all'elenco dei pezzi riportati, compaiano solo una piastrella e una borchia decorativa.
All'attività della ceramica, Galileo Chini alternava quella di affreschista e restauratore a capo dell'impresa dello zio, usando le maioliche come elemento decorativo degli interni ed esterni di grandi palazzi o negozi, un esempio da ammirare è il caffè Margherita, ma anche molti altri edifici sull'omonimo Viale Regina Margherita a Viareggio (LU). Chini diviene ideatore inesauribile di nuove forme, abile e originale decoratore, ricercando sempre nuove combinazioni per ottenere materia duttile e resistente.
All'inizio del secolo, si ha una più vasta produzione di tali materiali, come testimoniano alcune immagini dell'esposizione di Torino data 1902, cui la manifattura partecipò presentando una sala da bagno interamente rivestita di piastrelle con quattro bassorilievi in grès. Essi rappresentano tra riccioli e motivi floreali: le sagome di due eleganti cigni, pavoni resi scintillanti da colori metallici che ricordano le sete orientali, salamandre e rettili.
La fabbrica tra il 1906 e il 1944 si sposta a borgo San Lorenzo nel Mugello e prende il nome di “Fornaci San Lorenzo”, aumentando la produzione di esemplari destinati ai rivestimenti edilizi e dell'ebanisteria, oltre alla produzione di rosoni, listelli, colonne, capitelli e teste di leone.
Gli schemi decorativi prodotti con più frequenza in questo periodo sono tratti dall'arte classica, come ad esempio: putti, ghirlande, festoni o pannelli con composizioni geometriche d'influenza klimtiane come spirali, cerchietti e triangoli oppure motivi floreali stilizzati (l'arte Klimtiana è la tipica arte siamese, con decorazioni in serie di putti, girali botanici, disegni astrali con altri simboli e fregi tipici del Siam).
Al tempo l'architetto Giovanni Michelazzi stava cercando con la sua architettura di contrastare la pressante ingerenza dei modelli neo rinascimentali, introdotti dall'architetto Poggi, da questi presupposti nasce la collaborazione con Galileo Chini che riesce ad integrare i due stili.

### Edifici a Firenze
Un esempio molto comune nel liberty di accostare motivi ripresi dal passato e tratti moderni si possono notare in alcune ville di Firenze come il villino Broggi-Caraceni o il villino di via Giano della Bella, oppure in villa Ventilari e villa del Beccaro in viale Mazzini, o nel villino Ravazzini e in altre ville del viale Michelangelo.
Sulla facciata del villino Lampredi di via Giano di Bella ad esempio, tra le finestre del piano superiore e il portone con tendenza modernista, s'inseriscono a scopo decorativo un fregio dai toni violacei ideato da Chini, in cui è chiara l'ispirazione rinascimentale nei putti che sorreggono rami carichi di pigne, interrotti da ghirlande di foglie.
Sue opere pittoriche si trovano poi alla Galleria d'arte moderna, in una saletta del ristorante Paoli, e in alcune collezioni private, come quella della banca Federico Del Vecchio.

### Edifici a Città di Castello
Lavorò per diverso tempo anche a Città di Castello, dove è particolare un villino tra l'arte liberty e quella orientaleggiante che ricorda le abitazioni della Thailandia, tanto che in città detto edificio è conosciuto come "La Pagoda". Altri edifici vicino alla cinta murarie portano le sue indicazioni ed influenze. Importante è inoltre la sua attività presso il Cimitero Monumentale, dove ha dipinto una lunetta con la Madonna in gloria nella Chiesa Maggiore (1900), un Angelo che piange sul Cristo morto nella cappella dei Benefattori (1901), una lunetta raffigurante la S.S. Trinità nella cappella Castori (1900) e una Annunciazione nella cappella Prosperini (1902).

### Edifici in Versilia
Un numero cospicuo di piastrelle di rivestimento si può ancora ammirare sulle facciate di numerosi palazzi di Viareggio (LU). Tale copiosa presenza nasce dal fatto che dall'inizio del 900 Chini scelse Lido di Camaiore (all'epoca Fossa dell'Abate) come località di villeggiatura. Insieme con l'amico architetto Ugo Giusti (lo stesso delle Terme di Salsomaggiore, decorate da Chini) progettò a quattro mani la sua residenza estiva. Una villa semplice ed elegante, di schiette linee secessioniste viennesi, che battezzò "La Casa delle Vacanze". Da molti anni la villa è diventata un albergo, ma sono così numerose le opere di Chini ancora conservate all'interno (affreschi, quadri, ceramiche, oggetti di arredamento) che è considerata un piccolo museo.

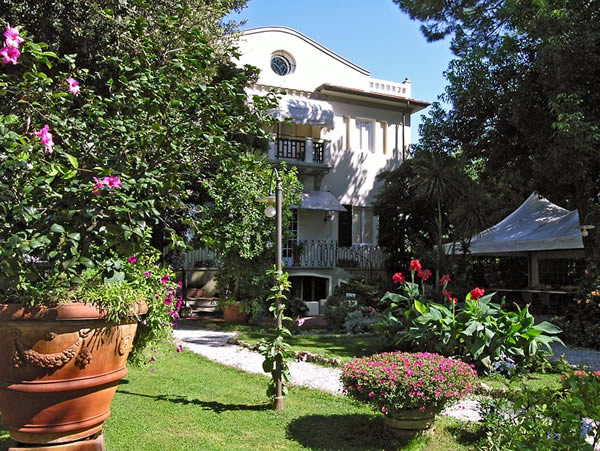
La Casa delle Vacanze di Galileo Chini

Negli anni venti, ebbe l'incarico governativo assieme all'ingegner Belluomini, di ristrutturare il lungomare di Viareggio, egli propose per molti edifici decorazioni con piastrelle in maiolica, prodotte a Borgo San Lorenzo.

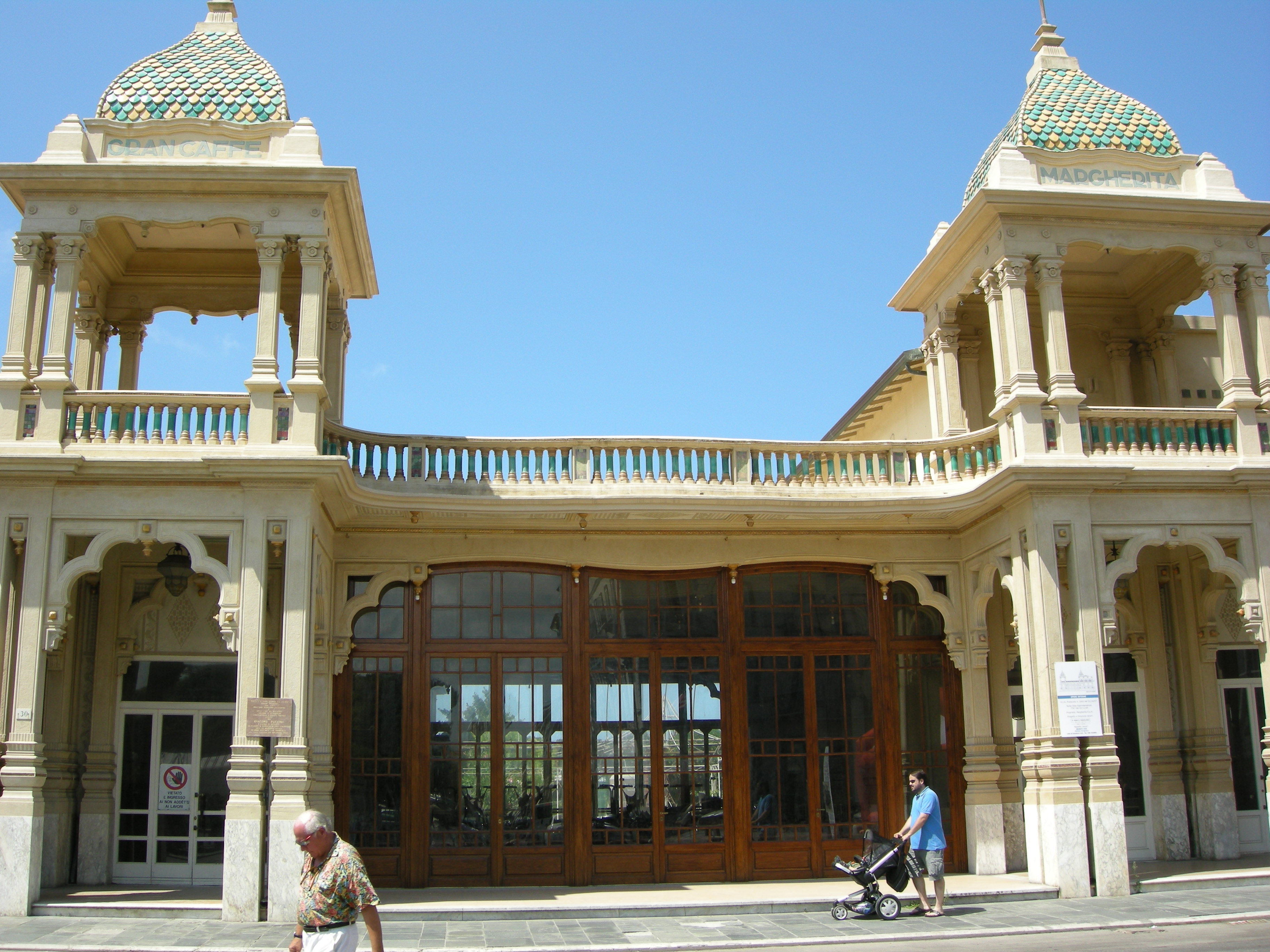
Gran Caffè Margherita

Sulla passeggiata di Viareggio spiccano le due cupole del Gran Caffè Margherita, decorate con tegole ceramiche di colore verde, mentre all'interno si possono ammirare le vetrate interamente dipinte da Chini.
Nel villino di viale Carducci, 6, sono ancora visibili dei pannelli con figure femminili su un coloratissimo fondo di fiori multiformi. Nella composizione rettangolare sulla destra della facciata, vi è un evidente richiamo ai pannelli della Biennale veneziana del 1914.
Sull'esterno dell'edificio di viale Manin, 20, costruzione appartenuta all'attrice Dina Galli, ci sono dei fregi con raffigurati cavalli marini che emergono dalle onde, anche se piuttosto rovinati. Motivi molto più convenzionali, come foglie e frutta, si trovano sulle fasce di piastrelle che rivestono il parapetto della terrazza a tetto sempre dello stesso edificio.
Putti e festoni abbelliscono il villino Amore e la facciata dell'hotel Liberty, palmette, delfini, girali, sono raffigurati nelle lunette dell'hotel Excelsior, dove grandi vasi ricolmi di frutta e navi dalle vele spiegate decorano i riquadri sopra la porta dell'ingresso principale.

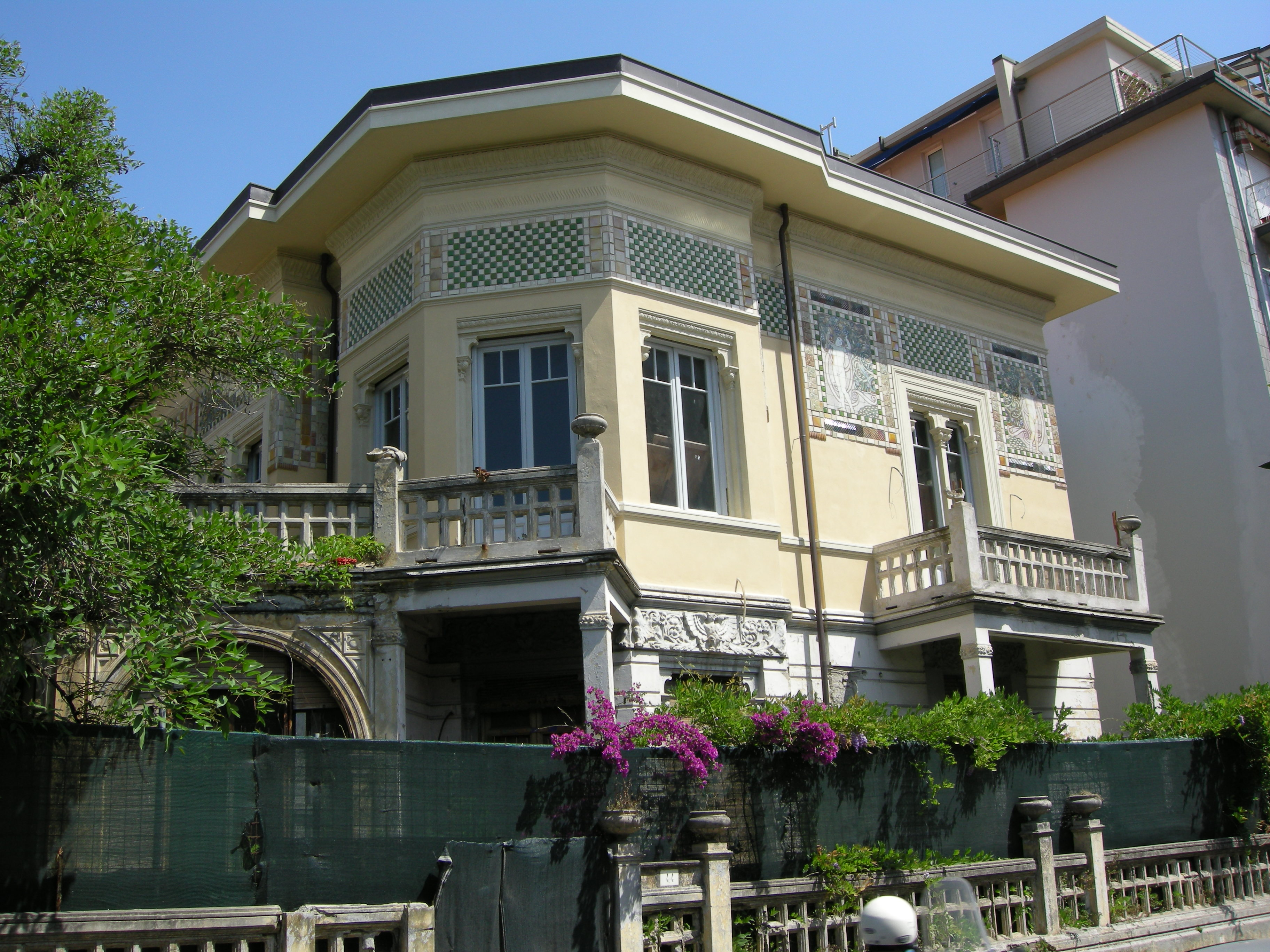
Villa Argentina

Nella via Antonio Fratti, 400 si trova la villa Argentina, la cui facciata presenta una vasta superficie decorata in ceramica. Quasi tutta la parte superiore della costruzione è rivestita con pannelli differenti: dal tipo a scacchiera rigorosamente geometrico con predominanza di verde e oro, a cesti di frutta, intervallati con rettangoli con volatili che beccano grappoli d'uva tra foglie e tralci.
Quest'ultima decorazione, che si riferisce alla leggenda di Zeus, era già stata utilizzata da Galileo Chini nella parte inferiore degli affreschi della cupola alla Biennale di Venezia del 1909. La presenza di piastrelle della Manifattura è piuttosto frequente in molti altri edifici di Viareggio anche con semplici motivi geometrici.
Rimane ancora da menzionare un villino in viale Buonarroti, 9 decorato con putti vestiti con corte tuniche, reggenti grandi festoni di fiori interrotti da un pannello composto di minuscoli quadrati e cerchi di notevole effetto ornamentale.

### Edifici nel Mugello
Altri esempi di tali rivestimenti si possono trovare in edifici nella zona del Mugello, probabilmente essi costituiscono solo una piccola parte di una presenza molto più massiccia andata distrutta durante il secondo conflitto mondiale.
Tra queste decorazioni che di solito sono costituite da semplici piastrelle monocrome o al massimo decorate con disegni geometrici, s'impone il fregio della facciata di una villa a Roma, costituito da piastrelle trattate a lustri metallici ove sono raffigurati rami ricurvi su cui strisciano delle lumache. Anche in questo caso la decorazione ceramica, s'inserisce su una struttura architettonica tradizionale, rimodernata secondo le linee ornamentali del tempo. A Borgo San Lorenzo l'edificio più riccamente decorato è la casa del cugino Chino Chini, costruita intorno al 1923. Nella parte esterna ci sono numerose piastrelle a motivi geometrici mentre l'interno ci fornisce esempi molto più interessanti, di materiale per rivestimento del tutto sconosciuto.
Al piano superiore c'è un caminetto rivestito di piastrelle gialle e rosse con rose, granchi e spirali in leggero rilievo e una stanza da bagno con rivestimento in maiolica di notevole interesse, anche se la qualità dei decori è lontana dai raffinati esempi dell'Arte della Ceramica. L'importanza di questo bagno sta soprattutto nel fatto che esso costituisce forse l'unico esempio a noi rimasto nelle realizzazioni della Manifattura per questo genere di ambienti.
Sempre all'interno della casa di Chino si trovano interessanti pannelli in maiolica, come quello dai delicati motivi floreali, situato su una parete della scala di accesso al secondo piano o sotto i davanzali delle finestre. Di particolare rilievo è il pavimento della sala centrale del pianterreno, in grès policromo, dove Galileo, ispirandosi al Vasari, ha raffigurato la nascita di Venere.

### Edifici termali

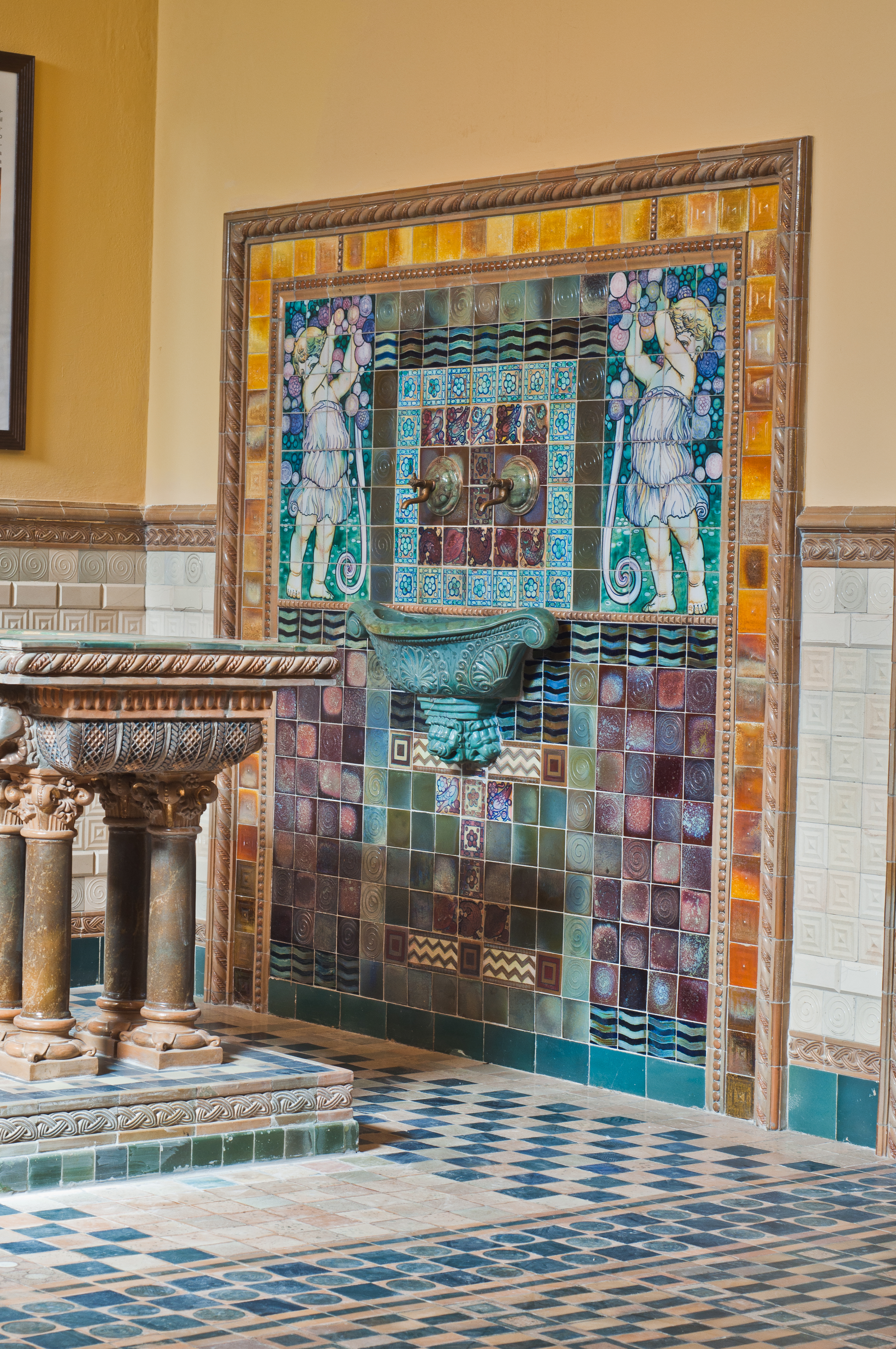
Banco per erogazione della acqua termale con pannello decorativo con due putti e altri elementi simbolici

L'opera della Manifattura Chini non è stata richiesta solo per la decorazione di abitazioni civili ma anche per impianti pubblici, come il rivestimento in grès delle Terme Berzieri a Salsomaggiore. Su progetto dell'architetto Ugo Giusti, la loro costruzione iniziò poco prima dello scoppio della Grande Guerra per terminare poi nel 1922 circa. Per la manifattura si trattò di un lavoro colossale, tanto che per far fronte a questo impegno, si dovettero ingrandire le sue strutture, ampliando i forni.
La decorazione ricopre quasi tutto l'edificio, con sobrietà per quanto riguarda gli ambienti destinati alle cure, rivestiti con piastrelle color avorio e listelli dorati e con ricchezza negli ambienti mondani come il bar, il salone centrale e lo scalone dove si trova il grande affresco di Galileo.
Tali zone sono rivestite da piastrelle e listelli di vario tipo, con volute, intrecci, ovali e dorature. Lo stesso genere di decorazione si ritrova anche all'esterno ma arricchito da altri elementi, come i grandi tondi, marmorizzati nelle parti superiori. I tetti e le cupole sono ricoperti di tegole smaltate sempre prodotte dalla Manifattura, oltre ad avere un valore storico, poiché racchiude le linee artistiche e il costume del secondo decennio del Novecento.
Iniziate nel 1913 e portate a termine dieci anni più tardi, hanno permesso di conservare la documentazione nel cambiamento dell'arte, dovuto anche alla grande guerra. Senza dubbio il complesso Berzieri rappresenta per la sua monumentale decorazione oggetto di studio interessante per la storia della ceramica.
Nello stabilimento Terme Tamerici di Montecatini Terme (PT), di notevole qualità è il pannello che fa da contorno alla fonte Giulia, in esso sono rappresentati dei pesci che nuotano tra frondosi rami, con pigne, nei toni del verde. Il festone è poi inserito in una decorazione geometrica con pavoni e girali.
Anche i pannelli ai lati dell'ingresso dello stabilimento ove si denota l'influenza delle opere del klimt, sono particolari, ora ricoperti da una patina biancastra a causa dei sali sprigionati dalla sorgente. Interessante è anche il pavimento del portico d'ingresso, realizzato in grès con decori in blu cobalto geometrici tali da spezzare la superficie, mentre nel pannello centrale datato 1910 vi è una decorazione di putti avvolti da sinuosi nastri che sorreggono una ghirlanda con la scritta “salve”.
Nell'interno delle terme Tamerici, interessante è la sala di mescita, con una ricca decorazione ceramica che oltre i due banchi per la distribuzione dell'acqua termale,interessa sia il pavimento sia parte delle pareti.
Tra le opere realizzate dalla Manifattura Chini anche le maioliche che rivestono la sala bibita dell'antico stabilimento termale di Porretta Terme.
I decori ceramici per l'edilizia e l'ebanisteria hanno avuto una produzione continua fino agli anni trenta.
Una notevole interruzione di questo genere di attività si ebbe, infatti, nel 1936 a causa di una legge che proibiva qualsiasi tipo di ornamento all'esterno degli edifici. Questo fatto causò alla Manifattura un vero collasso economico al punto di dover ridurre al minimo il suo organico.
È comunque fino agli inizi degli anni venti che si ha la maggior produzione di oggetti e piastrelle di tipo originale, negli anni successivi si continuano a ripetere gli stessi modelli prodotti in precedenza.

## Chini nel cimitero monumentale della Misericordia dell'Antella
Galileo decora nel 1906 la cappella della principessa Carafa di San Lorenzo e con lo zio Leto (1843 - Fosdinovo, 1910) lavora nella cappella dedicata a Santa Matilde, raffigurata nella cupola su commissione della Confraternita di Misericordia che continua nella sua filosofia, immutata finora, di far decorare anche le cappelle destinate a sepolture comuni del suo cimitero.
Nel 1910 lavora nella cappella gentilizia Barocchi e in quella comune dedicata a San Guido; poi, nei primi mesi del 1911, dipinge la cupola d'ingresso con una mirabile simbologia, un capolavoro nel suo genere, disponendo in una doppia corona sedici angeli in gloria, e decora il sottoportico prima di partire per il Siam, affiancando alle pitture le ceramiche appositamente prodotte dalla Manifattura.
Nel 1933 dipinge il cartone preparatorio per il pannello centrale della vetrata destinata alla cappella comune dedicata a San Benedetto. Torna a lavorare a Antella nel 1946 per seppellire la giovane figlia Isotta e per dipingere le "Pie donne ai piedi della Croce" all'altare della cappella dedicata a San Silvestro che raffigura nella lunetta d'ingresso. Dieci anni dopo la stessa cappella accoglie anche le sue spoglie.

## Chini alla corte del Re del Siam
"Riguardo al contratto con il Signor Chini pittore, per decorare il Palazzo del Trono Ananta Samakhom, ... Lasciò a Lei, Chao Phraya Yommaraj, di aggiungere qualsiasi cosa Lei pensi che vada bene per il contratto. Ma l'autorizzazione ad assumere il pittore Chini è confermata..." (Lettera datata il 28 luglio 1910, da re Chulalongkorn al ministro dei Lavori Pubblici).
Nel Siam Chini prima di accingersi al suo lavoro, aveva dovuto compiere vari sondaggi di carattere tecnico, dal clima ambientale alla resistenza delle terre colorate, portando dall'Italia materiale necessario a garantire la conservazione nel tempo dei suoi affreschi.
Insieme ai colleghi italiani a Bangkok fece una serie di escursioni nei luoghi in cui la presenza di monumenti artistici poteva offrire preziosi suggerimenti all'opera che stavano per iniziare. Scoprì vecchie pagode e templi misteriosamente conservati nella vecchia capitale del Siam, Ayutthaya.
A capo della comitiva italiana di artisti, ingegneri, architetti, pittori, scultori e altre maestranze, fu l'ingegner Carlo Allegri cui si deve, in oltre vent'anni di lavoro compiuto nel Siam, il più grande innesto di caratteri architettonici e artistici occidentali nell'oriente del tempo. Molto di quel marmo con cui si sono costruite pagode, monasteri, palazzi e ville residenziali, durante gli anni della modernizzazione Siamese, provengono dall'Italia.
Il nuovo palazzo del Trono, Ananta Samakhom, realizzato in cemento armato rivestito dal marmo, (progetto architettonico di Mario Tamagno e Annibale Rigotti) sorse per volere del re in una nuova estensione urbanistica di Bangkok e voluto non sulle regole dell'architettura orientale, ma in quella occidentale, ispirato alle linee severe del neoclassicismo romano.
Gli affreschi eseguiti da Galileo Chini nella vasta sala del Trono, dalla cupola che si eleva per oltre cinquanta metri alle lunette, rievocano i momenti significativi dei sei ultimi re del Siam (dal Settecento al Novecento) immortalandoli nella storia, compreso il re Chulalongkorn Rama V, (1868-1910), che aveva concepito l'idea del palazzo e che durante il suo regno si era distinto per significative riforme sociali attuate nel paese, inclusa anche l'abolizione della schiavitù.
La predilezione del re del Siam per gli artisti italiani si lega ai suoi soggiorni in Italia del 1897, quando re Chulalongkorn fece visite ufficiali a tutti gli Stati europei con l'Italia come la prima tappa. Durante il soggiorno in Italia, acquistò opere d'arte alla Biennale di Venezia, e a Firenze commissionò i pittori e scultori ritrattisti più noti in quegli anni, tra cui Edoardo Gelli, Michele Gordigiani, Cesare Fantacchiotti e Raffaello Romanelli, una serie di ritratti della famiglia reale ancor oggi conservati nella collezione della Real Casa Thailandese.
Durante l'ultimo viaggio in Europa nel 1907, re Chulalongkorn ritornò alla VII Biennale di Venezia, dove Galileo Chini aveva decorato la "Sala del Sogno". Non si è trovata nessuna testimonianza dell'incontro tra il Re del Siam e l'esponente del liberty in tale occasione. Infatti, i contatti vennero sviluppati alcuni anni dopo, quando finalmente "Il Governo di S.M. il Re del Siam dà al prof. Galileo Chini che accetta l'incarico di eseguire per il prezzo di franchi centocinquantamila (Fr. 150.000) tutte le decorazioni, affreschi e pitture che dovranno decorare le sale del THRONE HALL, che si sta ora erigendo a Bangkok..." (Convenzione fra il governo di Sua Maestà il Re del Siam e il Prof. Galileo Chini, 17 ottobre 1910).
La Sala del Trono, decorata dal Chini, venne usata come la prima sede del parlamento thailandese, ma poi rimase chiuso dal pubblico per parecchi anni. Dopo essere stata sede museale, dal 2017 è stata di nuovo destinata a sede di rappresentanza e chiusa al pubblico.

## Chini e l'opera

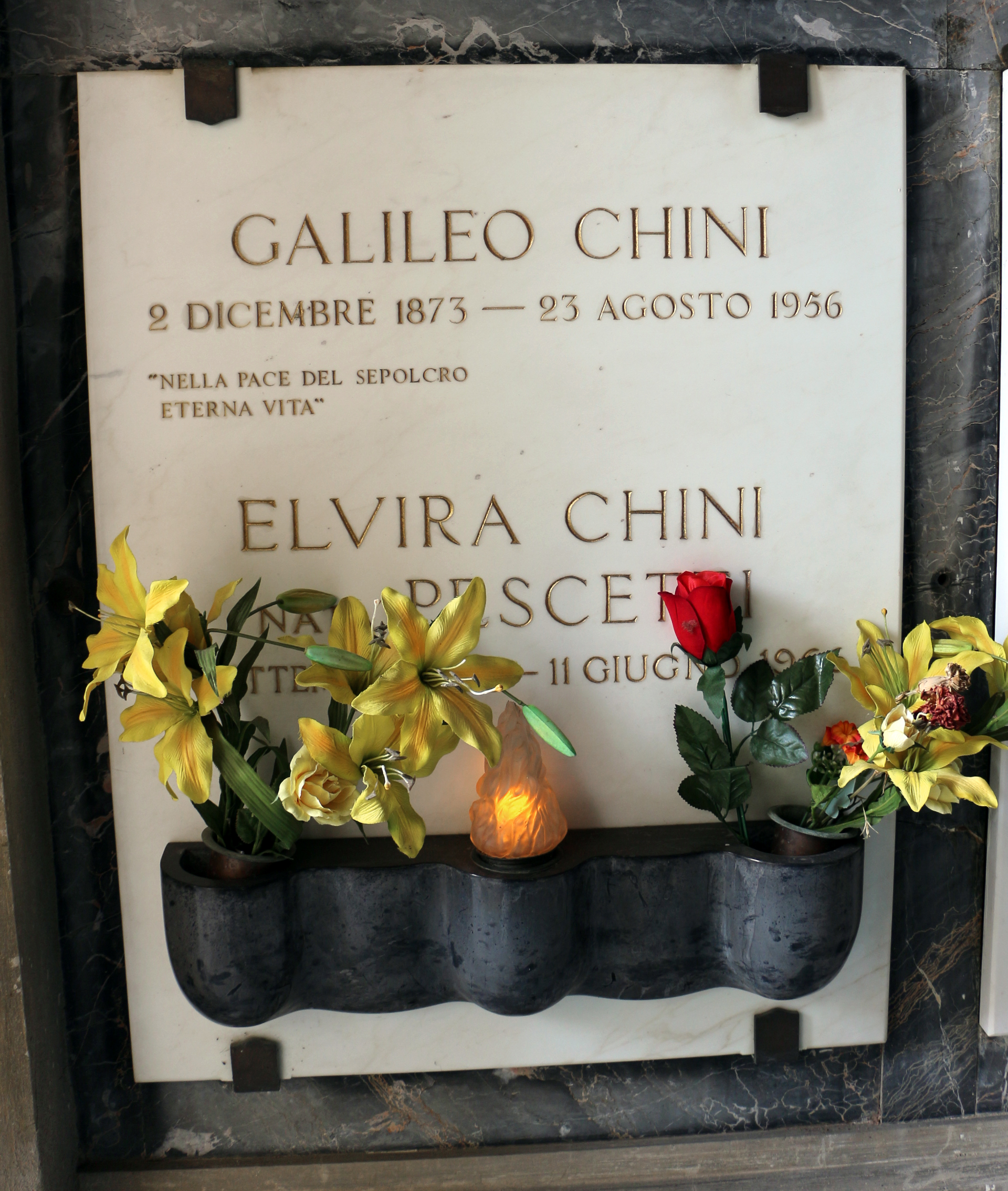
La tomba di Galileo Chini e della moglie nel cimitero monumentale dell'Antella

Galileo Chini aveva arricchito le sue conoscenze orientali, anche con un breve sguardo all'antica terra dei faraoni, quando nel viaggio in nave per il Siam, per traversare il canale di Suez dovendo scendere a porto Said o a Suez, era possibile visitare il Cairo, ammirare la Sfinge e le piramidi e ripartire con la nave da uno dei due porti da dove aveva fatto scalo.
Così Chini a distanza di tempo provò l'entusiasmo per l'Egitto trasmesso dal padre, quando si era recato a sua volta in quel paese, in occasione dell'esecuzione della prima “Aida” al Cairo, inviato come elemento dell'orchestra di Verdi, in qualità di suonatore di flicorno.
Chi meglio di Chini dopo il soggiorno orientale poteva creare le scene per Turandot, la tragica opera d'amore incompiuta da Giacomo Puccini, in esse Chini diede il meglio di sé, ma Puccini non poté ammirare le scene dell'amico e ascoltare la sua Turandot diretta da Toscanini alla Scala il 25 aprile 1926, perché realizzata a circa due anni dalla sua morte.
Il raggiungimento di certi effetti e suggestioni, sia in opere di pittura sia nelle composizioni a carattere decorativo, aveva subito rivelato in Galileo una tendenza alla scenografia, alla fantasia che si legava ai caratteri propri del teatro, alla scena, a quel fondo magico, all'ambiente, al costume e al suono. L'attività scenografica di Chini inizia nel 1908 e si conclude nel 1937, non è lineare e continua, l'artista lavora inizialmente solo per il teatro di prosa e scopre l'opera lirica solo nel 1917 accanto a Giacomo Puccini. Dal 1901 al 1910 è il decoratore più ricercato, lavora ovunque e per committenza, come un artista del Rinascimento.
Progettando padiglioni e mostre con spirito artigianale e con una visione multidisciplinare delle Arti, gli viene di conseguenza quasi naturale accostarsi alla messinscena di un testo per il Teatro.
Lo sfondo teatrale, le quinte di scena, gli attrezzi, gli arredi, i costumi, erano divenuti per lui, niente di più facile, poiché ogni giorno affrescava scene sulle pareti di ville e palazzi o costruiva e smontava padiglioni per esposizioni di poche settimane o giorni. Il teatro era per lui una nuova sfida da vincere.
Galileo Chini ha trentatré anni quando Sem Benelli l'amico fraterno più giovane di quattro anni, con il quale aveva già lavorato a Firenze in un'impresa di mobili, lo chiama a realizzare scenografie per i suoi drammi.
È il 1908. Inizia così un sodalizio artistico che non ha uguali nel teatro italiano di questo secolo. Il pittore diventerà subito l'unico scenografo di tutte le prime rappresentazioni dei testi di Benelli e con lui lavorerà anche se con lunghi intervalli fino al 1930, tra Milano, Roma e Torino ma mai a Firenze la sua città. Nel 1909 Galileo Chini, per il teatro Argentina di Roma aveva curato le scene del “Sogno di una notte di mezza estate”, in occasione delle celebrazioni di Shakespeare. Il 16 aprile 1909 per il team di Benelli segue la messinscena della “Cena delle beffe” nel suddetto teatro, nello stesso anno in cui, sempre a Roma era stato nominato professore di Decorazione pittorica all'Accademia.
Chini curò anche l'edizione parigina della “Cena delle Beffe” per le cui scene Sem Benelli teneva moltissimo che fossero da lui eseguite.
Sempre nel 1910 Chini prepara la messinscena dell'”Amore dei tre re” dell'amico Benelli e ”Orione” di Morselli. Anche nel campo scenografico Chini riesce a immettere nella tradizione ottocentesca quei caratteri del Liberty che alleggeriscono il barocchismo di tanti sfondi. Con estrema innocenza e fantasia, l'artista svela il ricorso alle sue origini di decoratore e di affreschista, trasformando in racconto gli elementi tecnici da lui usati.
Passando dagli interni sfarzosi della Firenze dei Medici per i lavori teatrali di Sem Benelli, ai paesaggi semplici e realistici dei melodrammi pucciniani, Galileo Chini riesce a conferire a ciascun lavoro un carattere stilistico diverso.
Egli era felice di donare per il godimento degli altri, artisti, compositori e pubblico.
La febbre del teatro aveva preso anche lui che si appassionava alle cose vecchie e alle novità, passando da Sem Benelli a Shakespeare, da Rossini a Puccini.
La sua attività in campo teatrale lo porterà a frequentare autori e artisti diversi. Nella sua “Casa delle Vacanze” da lui così denominata, l'abitazione sita in Fossa dell'Abate, ora Lido di Camaiore (LU), egli ospiterà in semplicità, dall'amico Giacomo Puccini ai vari pittori e scultori del tempo, tra cui Sem Benelli, Pizzetti e altri.

## Riconoscimenti e anniversari
Accademico all'Accademia delle arti del disegno fin dal 1926, radiato per indegnità e antifascismo nel 1939, riammesso nei ruoli accademici nel 1946, il 15 febbraio 1955 è eletto Accademico Emerito. La stessa Accademia fiorentina dedica un convegno all'artista nel dicembre 2023, Galileo Chini Accademico del Disegno. Un bilancio per i 150 anni, nell'ambito di altre iniziative curate dal Comune di Montecatini Terme. Ancora nel novembre 1981 il Corriere della Sera, in un articolo riguardante una mostra di Galileo Chini alla Galleria Michaud di Firenze, interpretava l'evento come in qualche modo polemico nei confronti dell'amministrazione pubblica «che non ha colto l'occasione dei 25 anni dalla morte per ricordare ufficialmente l'artista concittadino».